# Jumar
Pour les articles homonymes, voir Bloqueur.
Pour l’article ayant un titre homophone, voir Jumart.

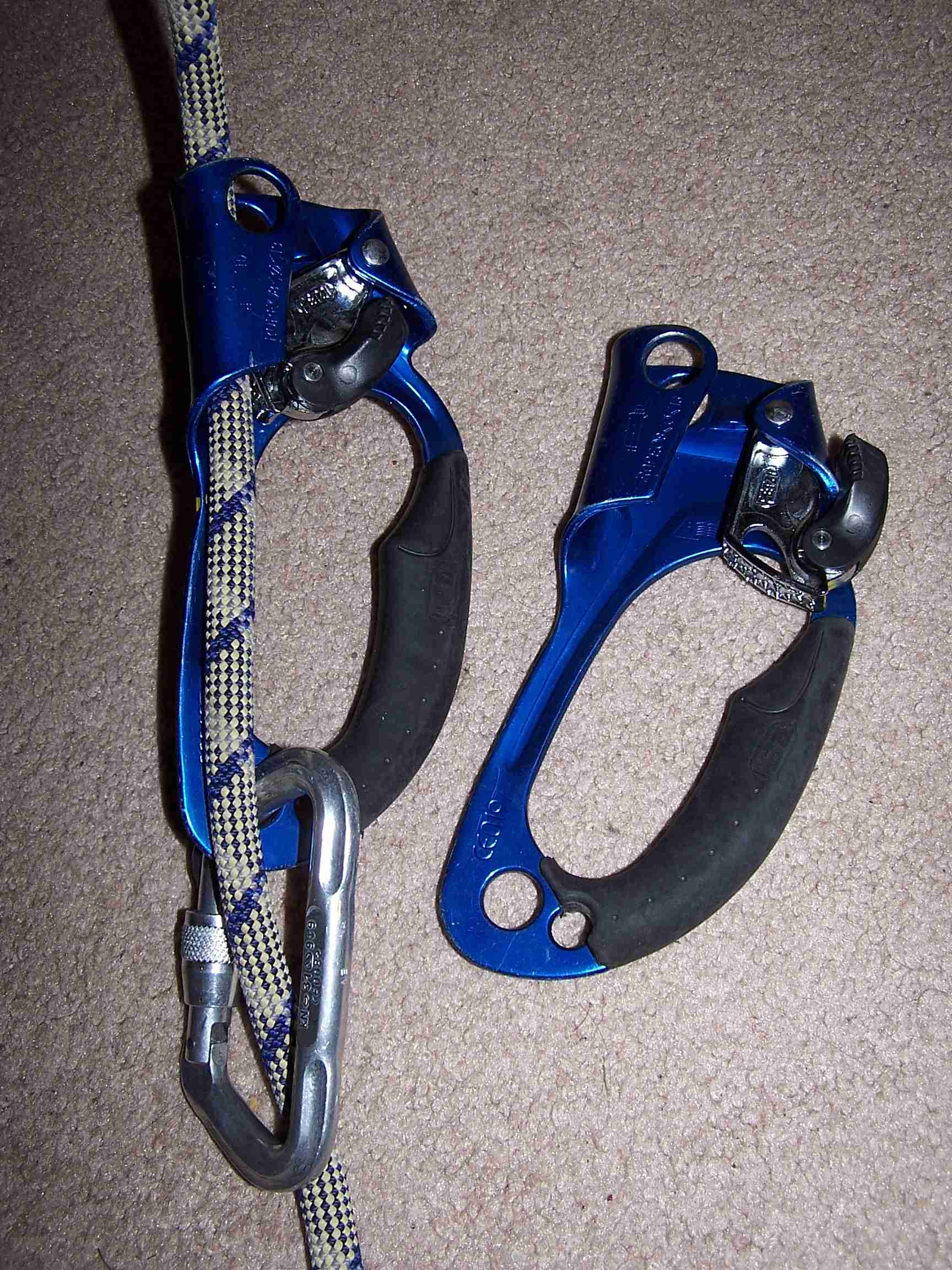
Poignée bloquante Petzl (concurrent de Jumar).

Un bloqueur, ou plus spécifiquement une poignée bloquante, est un instrument utilisé par les alpinistes, les spéléologues, ainsi que les professionnels travaillant en grande verticalité, pour remonter le long d'une corde fixe. Il est typiquement conçu pour des cordes de diamètre compris entre 8 et 13 mm.
Le terme jumar est une antonomase très répandue, du nom de la marque suisse qui fut l'une des premières à en produire. Cependant, il existe d'autres fabricants de poignées bloquantes, tel Petzl. D'autres dénominations sont encore utilisées, comme poignée-jumar, poignée d'ascension, bloqueur de poing, ...

## Origines
Le nom de la marque Jumar vient de la contraction des noms des deux inventeurs de cette poignée bloquante, les grimpeurs suisses Jüsy et Marti.

## Principe de fonctionnement
Le bloqueur est équipé d'une gâchette qui se soulève lorsqu'on glisse la poignée vers le haut et coulisse donc le long de la corde fixe. Lorsqu'on applique un poids vers le bas, la gâchette, en fait une came crantée ou à picots et munie d'un ressort, bascule et appuie sur la corde venant la coincer contre la gorge opposée. La poignée bloquée, solidaire de la corde fixe devient un point d'appui permettant l'ascension.
Selon les besoins techniques, un jumar possède une poignée ergonomique pour une bonne prise en main (dessin originel), ou pas (cas du croll).

## Utilisation en spéléologie

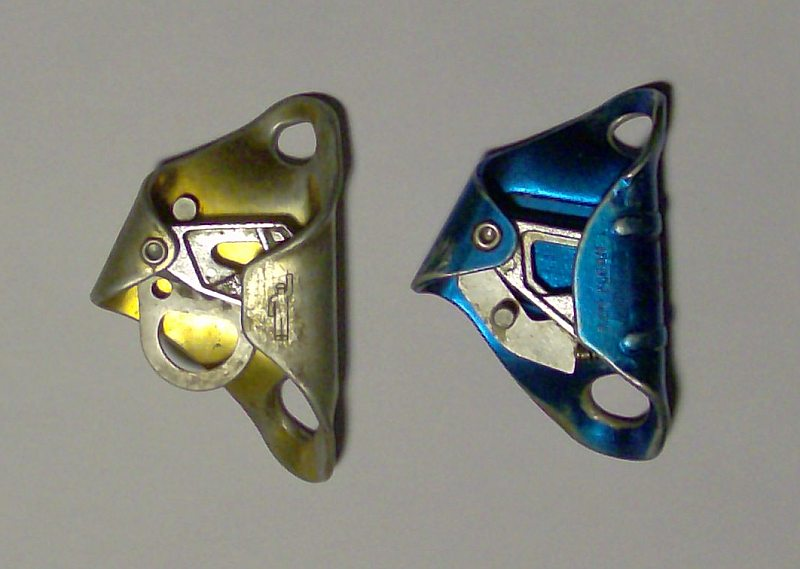
À gauche, un Croll de Petzl ;
à droite, un Cam Clean de Kong.

En spéléologie, on utilise généralement deux bloqueurs pour remonter les puits : une poignée (jumar, par exemple) à laquelle sont fixées une ou deux pédales dans lesquelles on met un ou les deux pieds, et un bloqueur ventral (sans poignée, un croll (modèle Petzl, par exemple) attaché directement au baudrier. Pour des raisons de sécurité, la poignée est attachée au baudrier par une longe.  Le spéléologue se hisse sur ses pieds jusqu'à ce que le bloqueur ventral vienne toucher la poignée. Il pose alors son poids sur le bloqueur ventral et remonte la poignée (et ses pédales) à la main. Et réitère le mouvement jusqu'à ce qu'il rencontre un nœud sur la corde.  Alors, soit il passe le nœud et reprend son ascension, soit il est arrivé en haut du puits. Il peut ainsi monter des centaines de mètres sans contact avec la paroi.

## Alternatives

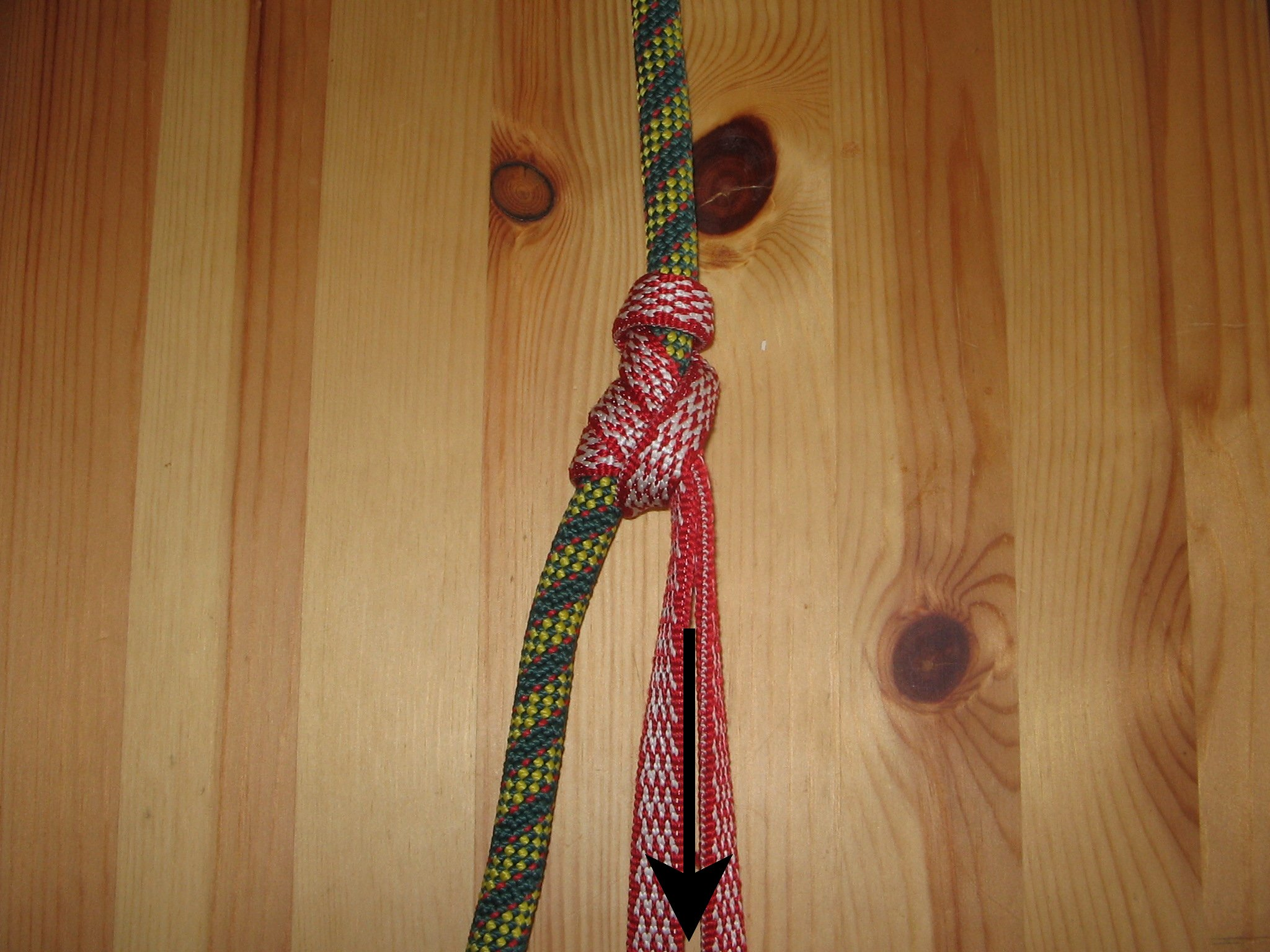
Nœud de Prusik.

Lorsque l'on ne dispose pas de poignée bloquante et qu'il faut remonter une corde, une alternative est d'utiliser un nœud auto-bloquant, comme le nœud de Prusik, ou tout autre nœud improvisé avec une cordelette, par exemple : nœud de Prusik en croix, nœud de Machard, nœud français, nœud valdotain, nœud de Bachman…